# خورشیدگرفتگی ۱۴ نوامبر ۲۰۳۱
خورشیدگرفتگی ۱۴ نوامبر ۲۰۳۱ (به انگلیسی: Solar eclipse of November 14, 2031) یک خورشیدگرفتگی از نوع خورشیدگرفتگی مرکب است. این خورشیدگرفتگی در تاریخ ۱۴ نوامبر ۲۰۳۱ میلادی (‎۲۳ آبان ۱۴۱۰ خورشیدی) روی خواهد داد که زمان اوج آن، ساعت ۲۱:۰۷:۳۱ به‌وقت ساعت هماهنگ جهانی است. مدت زمان و طول این خورشیدگرفتگی ۱ دقیقه و ۸ ثانیه خواهد بود.